# Langhalet murmeldyr
Langhalet murmeldyr (latin: Marmota caudata) er en art af murmeldyr, som er udbredt i bjergrige områder i Afghanistan, Kirgisistan, Pakistan og Tadsjikistan, Indien og Kina. Det langhalede murmeldyr lever i en højde på mellem 3200 og 4850 meter på græssletter og i alpine engområder, ofte mellem klipper bevokset med krybende enebær. Man kender ikke præcist tendensen af artens populationsstørrelse, men den er ganske almindeligt forekommende over et stort geografisk område, og World Conservation Union har vurderet arten til at være "ikke truet".

## Beskrivelse
Det langhalede murmeldyr er en ganske stor og kraftig gnaver, der kan veje op til 9 kg. Øjnene sidder højt på det noget flade hoved, ørerne er små og halsen kort. Forpoterne er længere end bagpoterne, og halen er længere end hos andre murmeldyr.

## Levevis
Det langhalede murmeldyr danner i almindelighed monogame forhold, men lever i øvrigt i større sociale grupper, hvor op imod syv voksne individer deler et hjemområde. Disse individer er ofte på en eller anden måde i familie med hinanden, og unge individer drager typisk først væk, når de er fuldt udvoksede som treårige eller ældre. En gruppe vil oftest tillade udefrakommende at støde til den, men der er typisk kun én voksen hun ad gangen, der producerer mælk og får unger i løbet af en sæson.
Et hjemområde for en gruppe langhalede murmeldyr er i gennemsnit på omkring tre hektar og omfatter cirka tre hulesystemer (mellem ét og seks). I et rum i en af disse huler ligger dyrene i dvale fra omkring september til april/maj i en periode, hvor jordoverfladen typisk er dækket af sne. Det er ikke nødvendigvis de samme rum, der bruges til dvale hvert år. Parringen finder sted i slutningen af april eller begyndelsen af maj og kan foregå under jorden, inden dyrene dukker frem fra dvalen. Drægtighedsperioden er cirka fire en halv uge, hvorpå hunnen føder et kuld på omkring fire unger, der forlader reden efter omkring seks uger. Kun omkring halvdelen af ungerne overlever sommeren, idet nogle tages af rovdyr, mens andre dræbes af tilflyttende voksne hanner. De fleste voksne individer overlever dvalen, mens en lidt større andel af de unge individer ikke overlever den første vinterdvale. Hunnerne er som regel fire år, inden de første gang bliver drægtige.
Det langhalede murmeldyr er aktivt om dagen og lever af planteføde. Det er mest aktivt om morgenen, hvor det bruger omkring 40 % af tiden på at finde føde. Når de kommer op fra deres huler, spreder dyrene sig, idet de finder føde enkeltvis, ikke som gruppe. Føden tager de enten fra jorden direkte med munden, eller de plukker den fra højere planter. Ind imellem fødeindtagelsen kan de langhalede murmeldyr finde på at stille sig på bagbenene og kigge rundt på omgivelserne. Gruppens medlemmer kan kommunikere med hinanden og afgive ganske komplekse alarmkald, når de for eksempel får øje på rovdyr. De kan også reagere på nabogruppers alarmeringer
De rovdyr, der dræber de langhalede murmeldyr, omfatter blandt andet rød ræv, ulv, sneleopard, kongeørn og ind imellem også lammegrib.